# Hemerobius antigonus
Hemerobius antigonus är en insektsart som beskrevs av Banks 1941. Hemerobius antigonus ingår i släktet Hemerobius och familjen florsländor. Inga underarter finns listade i Catalogue of Life.